# Quel maledetto giorno d’inverno
Quel maledetto giorno d’inverno ist ein im deutschsprachigen Raum nicht gezeigter Italowestern, den Demofilo Fidani 1970 preisgünstig inszenierte.

## Handlung
Eine Postkutsche kommt in Black City an; ihr entsteigt der neue Sheriff, Jack Ronson. Die Gegend wird von Bud Wheeler beherrscht, der sie mit Hilfe des mexikanischen Banditen Sanchez und etlichen bezahlten Banditen unter seiner Knute hält. Der alte Telegrafist McLaren erzählt dem jungen Sheriff vom Gesetz des Schweigens, das seit fünf Jahren über dem Lande liegt, und von den in dieser Zeit von den beiden Anführern begangenen Untaten. Ein weiterer Fremder kommt in Black City an; der Kopfgeldjäger Django checkt inkognito im einzigen, schäbigen, Hotel der Stadt ein. Er ist auf Rachefeldzug für den Tod zweier Freunde und möchte im Vorbeigehen das Kopfgeld für Sanchez und Wheeler kassieren.
Als Ronson zu einem Duell mit Bud Wheeler antritt, wird letzterer mitsamt seinen Männern von Django ausgeschaltet. Wheelers Tod ruft Sanchez auf den Plan, der mit seinen Männern Rache üben möchte. Ronson kann mit Djangos Hilfe die gesamte Bande eliminieren. Django verlässt mit Ronson, der sich nun als Sartana zu erkennen gibt, das Städtchen.

## Kritik
Verrisse, wo immer der Film besprochen wurde: „Trotz gelegentlicher Wendungen, die die Geschichte beleben sollen, bleibt der Film auf den ausgeleierten Pfaden einer bekannten Geschichte.“ „Einer der besseren Miles-Deem-Western, trotzdem noch unterste Schublade.“ „Die ambitionierte (d.h. komplett überflüssige) Rückblendenschachtelei im Mittelteil hätte man sich vielleicht verkneifen können.“

## Bemerkungen
Kurz nach der Erstveröffentlichung wurde der Film mit dem Zusatz … Django e Sartana all’ultimo sangue erneut ausgewertet. Die beiden Kopfgeldjäger geben sich in dieser Version ganz am Ende des Filmes zu erkennen.